# Фестиваль мов
Фестиваль мов (есп. Lingva Festivalo) — масовий культурно-освітній захід що має на меті показати розмаїття мов світу, унікальність і цінність кожної з них, заохотити до їх подальшого вивчення. Проводиться організаціями мовознавців і есперантистів переважно в містах Східної Європи.

## Особливості проведення заходу
Зазвичай, мова презентуються у вигляді короткої півгодинної лекції. Презентації йдуть блоками паралельно, що дає учасникам можливість вибирати, котру лекцію відвідати.

## Історія
Ідея фестивалю належить американському мовознавцю і есперантисту Денісу Кіфу, який провів перший подібний фестиваль у м. Тур у Франції в 1995 році. Уже наступного року за подібною схемою був проведений перший російський фестиваль мов у Чебоксарах, який і зараз залишається наймасовішим (понад 40 мов і більше 1000 чоловік).

## Фестиваль мов в Україні
У 2011-му році Київський лінгвофестиваль проходив на базі університету "Україна". 7 квітня 2012 року його приймала Києво-Могилянська Академія.